# Majšperk község
Majšperk község (szlovén nyelven Občina Majšperk) Szlovénia 212 alapfokú közigazgatási egységének, azaz községének egyike a Podravska statisztikai régióban. Adminisztratív központja Majšperk település. A község a történelmi szlovén Stájerország (Štajersko) régió része.

## A községhez tartozó települések
A községhez Majšperk székhelyen kívül a következő települések tartoznak:
- Bolečka Vas
- Breg
- Doklece
- Dol pri Stopercah
- Grdina
- Janški Vrh
- Jelovice
- Koritno
- Kupčinji Vrh
- Lešje
- Medvedce
- Naraplje
- Planjsko
- Podlože
- Preša
- Ptujska Gora
- Sestrže
- Sitež
- Skrblje
- Slape
- Spodnja Sveča
- Stanečka Vas
- Stogovci
- Stoperce
- Zgornja Sveča

## Népesség
| Lakosok száma | 4071 | 4113 | 4057 | 4019 | 3976 | 3991 | 3996 | 4013 | 4067 | 4042 |
|               | 2008 | 2009 | 2011 | 2012 | 2013 | 2015 | 2016 | 2017 | 2019 | 2020 |